# موسم العواصف الأوروبية 2019-2020
موسم العواصف الأوروبية 2019-2020 كان هو الموسم الخامس ضمن سلسلة متتالية من العواصف الموسمية المسماة التي ضربت القارة الأوروبية، وكان ذلك الموسم هو أول موسم تشارك فيه هيئة الأرصاد الجوية في هولندا في تسمية العواصف إلى جانب هيئة الأرصاد الجوية في كل من أيرلندا والمملكة المتحدة، كما تعاونت وكالات الأرصاد الجوية البرتغالية والإسبانية والفرنسية في رصد وتسمية العواصف من جانبها، وانضمت إليها وكالة الأرصاد الجوية البلجيكية. امتد موسم العواصف الأوروبية 2019-2020 في الفترة ما بين شهري سبتمبر (أيلول) 2019 وأغسطس (آب) 2020، وقد أعلنت أسماء العواصف في ذلك الموسم بعد مرور 6 أيام من بداية عام 2020.

## الخلفية التاريخية والتسمية
في عام ٢٠١٥، أعلن كل من مكتب الأرصاد الجوية البريطاني وهيئة الأرصاد الجوية الأيرلندية، وهما الهيئتان المُختصتان بالأرصاد الجوية في كل من المملكة المتحدة وجمهورية أيرلندا على التوالي، عن مشروع تجريبي لتسمية تحذيرات العواصف كجزء من مشروع تسمية العواصف الريحية، وطلبا من الجمهور تقديم اقتراحاتهم لتسمية العواصف، ثُم أصدرتا اقائمة كاملة بأسماء العواصف خلال الفترة من ٢٠١٥-٢٠١٦ وحتى ٢٠١٧-٢٠١٨، وهي أسماء مشتركة بين المملكة المتحدة وأيرلندا. ثُم صدرت قائمة جديدة في ١١ سبتمبر (أيلول) ٢٠١٨ بأسماء العواصف خلال موسم ٢٠١٨-٢٠١٩. استندت الأسماء في المملكة المتحدة إلى مقترحات مركز الخدمة الوطنية للتحذير من الطقس القاسي، والذي كان يُصدر إشارتي تحذير للعاصفة، أحدهما إشارة تحذير كهربائية باللون الأصفر، والذي يعني "استعد" في حالة العواصف المتوسطة، والأخر تحذير باللون الأحمر، والذي يعني "اتخذ إجراءً" في حالة العواصف التي تشكل تهديدًا وخطرًا على الحياة.
هناك قائمتان رئيسيتان لتسمية العواصف الأوروبية الموسمية، إحداهما أعدتها وكالات الأرصاد الجوية الوطنية في كل من المملكة المتحدة وأيرلندا وهولندا، والأخرى أعدتها الوكالات والهيئات المماثلة في كل من فرنسا وإسبانيا والبرتغال وبلجيكا، بينما احتفظت أعاصير المحيط الأطلسي بأسمائها السابقة التي حددها المركز الوطني للأعاصير في الولايات المتحدة الأمريكية.

### قائمة العواصف المُسماة في المملكة المتحدة وأيرلندا وهولندا
اختيرت للعواصف الأوروبية في موسم عام 2019-2020 الأسماء التالية:
- عطية
- بريندان
- سيارا
- دينيس
- إلين[5]
- فرانسيس
- جيردا (غير مستخدمة)
- هيو (غير مستخدمة)
- إيريس (غير مستخدمة)
- جان (غير مستخدمة)
- كيتي (غير مستخدمة)
- ليام (غير مستخدمة)
- مورا (غير مستخدمة)
- نوح (غير مستخدمة)
- أوليفيا (غير مستخدمة)
- بيت (غير مستخدمة)
- رويسين (غير مستخدمة)
- سمير (غير مستخدمة)
- تارا (غير مستخدمة)
- فينس (غير مستخدمة)
- ويلو (غير مستخدمة)

### قائمة العواصف المُسماة في فرنسا وإسبانيا والبرتغال وبلجيكا
كان موسم العواصف الأوروبية عام 2019-2020 هو الموسم الثالث الذي تُطلق فيه وكالات الأرصاد الجوية في فرنسا وإسبانيا والبرتغال أسماءًا خاصة بها على العواصف التي تؤثر على مناطقها. يتداخل نظام التسمية هذا جزئيًا مع النظام المُستخدم في المملكة المتحدة وأيرلندا وهولندا، حيث ستُستخدم أسماء العواصف التي تُطلقها مجموعة الوكالات الأخرى بالتبادل. وقد اختيرت للعواصف الأوروبية في موسم عام 2019-2020 الأسماء التالية:
- أميلي
- برناردو
- سيسيليا
- دانيال
- إلسا
- فابيان
- غلوريا
- هيرفي
- إينيس
- خورخي
- كارين
- ليون
- ميريام
- نوربرتو
- أوديت
- بروسبر (غير مستخدم)
- راكيل (غير مستخدم)
- سيمون (غير مستخدم)
- تيريزا (غير مستخدم)
- فالنتين (غير مستخدم)
- واندا (غير مستخدم)

### أنظمة تسمية أخرى
تحول إعصاران أطلسيان سابقان (أحدهما إعصار والآخر عاصفة استوائية) إلى عاصفة رياح أوروبية واحتفظا باسمهما كما حدده المركز الوطني للأعاصير في مدينة ميامي بولاية فلوريدا الأمريكية، وهما:
- لورينزو
- سيباستيان
- إدوارد

هُناك نظام تسمية آخر معترف به دوليًا، ولكنه غير رسمي، للعواصف الهوائية الأوروبية، وهو برنامج «تبني الدوامة» التابع لجامعة برلين الحرة، كما تُطلق دول شمال أوروبا مثل الدنمارك والنرويج والسويد، أسماءًا خاصة بها على العواصف، ولكنها تظل متداولة على نطاق محدود. وقد تُطلق دول أخرى أسماءً على العواصف إما من خلال مؤسساتها الوطنية للأرصاد الجوية أو بشكل عام.

## ملخص الموسم
كانت العاصفة لورينزو هي أول عاصفة تهب خلال موسم العواصف الأوروبية 2019-2020، إذ أصدرت هيئة الأرصاد الجوية الأيرلندية تحذيرات صفراء من هبوب الرياح على أيرلندا كما أصدرت تحذيرًا برتقاليًا للمقاطعات الساحلية الغربية في أيرلندا. تشكلت العاصفة لورينزو من بقايا إعصار لورينزو الذي تحول إلى عاصفة خارج مدارية. أما العاصفة التالية فكانت عاصفة أميلي، والتي أطلقت عليها هيئة الأرصاد الجوية الفرنسية هذا الاسم في 1 نوفمبر (تشرين الثاني) 2019. ثم قامت وكالة الأرصاد الجوية الإسبانية بتسمية العاصفة برناردو، وقد أثرت هذه العاصفة بشكل رئيسي على جزر البليار. ثم أطلقت وكالة الأرصاد الجوية الأيرلندية على العاصفة التالية اسم سيسيليا، عندما حذرت من هطول أمطار ورياح على شبه الجزيرة الأيبيرية وجزر البليار.
أطلقت وكالة الأرصاد الجوية الأيرلندية في 6 ديسمبر (كانون الأول) 2019 على عاصفة أخرى اسم عطية، وهي أول عاصفة تحمل هذا الاسم من قائمة أسماء العواصف الأيرلندية والبريطانية والهولندية. وبعد تبدد عاصفة عطية، حملت العواصف الأوروبية التالية لها أسماء دانيال وإلسا وفابيان، وهي العواصف التي ضربت أوروبا في تتابع سريع في أيام 15 و16 و18 ديسمبر (كانون الأول) 2019 على التوالي. كانت العواصف بريندان وغلوريا هي العواصف التالية التي اختارت هيئة الأرصاد الجوية في كل من المملكة المتحدة وأيرلندا لها أسماءها على التوالي، بعد بداية هادئة لشهر يناير (كانون الثاني) 2020. أطلقت وكالة الأرصاد الكوية الفرنسية اسم هيرفي على العاصفة التي وقعت في 3 فبراير (شباط) 2020، بعد أن توقعت الوكالة هبات رياح تصل إلى 140 كم / ساعة (87 ميلاً في الساعة؛ 76 عقدة) على ساحل كورسيكا.[10] بعد بضعة أيام، في 5 فبراير، تم تسمية سيارا من قبل Met Office، محذرًا من هطول أمطار غزيرة وعواصف في جميع أنحاء المملكة المتحدة.
وبعد تبدد عاصفة سيارا، أطلق مكتب الأرصاد الجوية في المملكة المتحدة اسم دينيس على العاصفة التي هبت في 11 فبراير (شباط) 2020. وحذر مكتب الأرصاد الجوية في المملكة المتحدة آنذاك من هطول أمطار غزيرة وعواصف في جميع أنحاء المملكة المتحدة. وبعد يوم واحد، أطلقت وكالة الأرصاد الجوية الفرنسية على العاصفة اسم إينيس. وحذرت الوكالة من سرعات رياح تصل إلى 130 كم/ساعة (81 ميلاً في الساعة؛ 70 عقدة) في الجزء الشمالي من فرنسا في 13 فبراير (شباط) 2020. وأطلقت وكالة الأرصاد الجوية الإسبانية على العاصفة اسم خورخي بعد ذلك، محذرة من ارتفاع الأمواج من 4 إلى 5 أمتار (13 إلى 16 قدمًا) خلال الفترة من 29 فبراير (شباط) 2020 إلى 2 مارس (أذار) 2020 وثلوج يبلغ ارتفاعها حوالي 1000 متر (3300 قدم). ثُم تلى عاصفة خورخي سلسلة من العواصف الأوروبية التي حملت أسماء كارين وليون وميريام ونوربرتو، والتي ضربت أوروبا في تتابع سريع خلال أيام 29 فبراير و1 و3 و5 مارس (أذار) 2020 على التوالي. ثُم قامت وكالة الأرصاد الجوية الإسبانية بتسمية العاصفة كارين، وقامت كالة الأرصاد الجوية الفرنسية بتسمية العواصف ليون وميريام ونوربيرتو.

## التأثيرات
| العاصفة             | بداية ونهاية العاصفة                                      | أعلى هبة رياح                        | أقل ضغط                    | عدد الوفيات (+المفقودون) | الخسائر والأضرار                       | المناطق المتأثرة                                                           |
| ------------------- | --------------------------------------------------------- | ------------------------------------ | -------------------------- | ------------------------ | -------------------------------------- | -------------------------------------------------------------------------- |
| لورنزو              | 2–4 أكتوبر (تشرين الأول) 2019                             | 107 كم/س (66 ميل/س؛ 58 عقدة)         | 966 مـم.بار (28.5 inHg)    | 11 (+7)                  | 283 مليون فرنك فرنسي (336 مليون يورو)  | Azores، Eastern United States (while a hurricane), Ireland، United Kingdom |
| أميلي               | 1–4 أنوفمبر (تشرين الثاني) 2019                           | 189 كم/س (117 ميل/س؛ 102 عقدة)       | 972 مـم.بار (28.7 inHg)    | 1                        | 80 مليون فرنك فرنسي (90 مليون يورو)    | - إسبانيا، - فرنسا، - إيطاليا                                              |
| برناردو             | 10–11 أنوفمبر (تشرين الثاني) 2019                         | 111 كم/س (69 ميل/س؛ 60 عقدة)         | 996 مـم.بار (29.4 inHg)    | 1                        | —                                      | - إسبانيا، - الجزائر                                                       |
| سيسيليا             | 16–29 أنوفمبر (تشرين الثاني) 2019                         | 163 كم/س (101 ميل/س؛ 88 عقدة)        | 974 مـم.بار (28.8 inHg)    | 0                        | —                                      | - إسبانيا                                                                  |
| سيباستيان           | 24 نوفمبر (تشرين الثاني) 2019–1 ديسمبر (كانون الأول) 2019 | 80 كم/س (50 ميل/س؛ 43 عقدة)          | 980 مـم.بار (29 inHg)      | 0                        | —                                      | - أيرلندا، - المملكة المتحدة                                               |
| عطية                | 4–9 ديسمبر (كانون الأول) 2019                             | 150.1 كم/س (93.3 ميل/س؛ 81.0 عقدة)   | 956 مـم.بار (28.2 inHg)    | 0                        | 40 مليون فرنك فرنسي (48 مليون يورو)    | - أيرلندا، - المملكة المتحدة، - هولندا، - فرنسا                            |
| دانيال              | 15–20 ديسمبر (كانون الأول) 2019                           | 135 كم/س (84 ميل/س؛ 73 عقدة)         | 982 مـم.بار (29.0 inHg)    | 0                        | —                                      | - البرتغال، - إسبانيا                                                      |
| إلزا                | 13–20 ديسمبر (كانون الأول) 2019                           | 168 كم/س (104 ميل/س؛ 91 عقدة)        | 961 مـم.بار (28.4 inHg)    | 8                        | 170 مليون فرنك فرنسي (200 مليون يورو)  | - البرتغال، - فرنسا، - إسبانيا، - المملكة المتحدة - أيرلندا، - النرويج     |
| فابيان              | 16–23 ديسمبر (كانون الأول) 2019                           | 206 كم/س (128 ميل/س؛ 111 عقدة)       | 963 مـم.بار (28.4 inHg)    | 0                        | 170 مليون فرنك فرنسي (200 مليون يورو)  | - البرتغال، - فرنسا، - إسبانيا                                             |
| برندان              | 11–17 يناير (كانون الثاني) 2020                           | 182 كم/س (113 ميل/س؛ 98 عقدة)        | 940 مـم.بار (27.8 inHg)    | 1                        | 2 مليون فرنك فرنسي (2.3 مليون يورو)    | - أيرلندا، - المملكة المتحدة، - بلجيكا، - إسبانيا، - هولندا، - فرنسا       |
| غلوريا              | 15–20 يناير (كانون الثاني) 2020                           | 133 كم/س (83 ميل/س؛ 72 عقدة)         | 993 مـم.بار (29.3 inHg)    | 14 (+3)                  | 150 مليون فرنك فرنسي (180 مليون يورو)  | - البرتغال، - إسبانيا                                                      |
| هيرفي               | 3–6 فبراير (شباط) 2020                                    | 195 كم/س (121 ميل/س؛ 105 عقدة)       | 990 مـم.بار (29.2 inHg)    | 3                        | —                                      | - فرنسا، - النمسا، - سويسرا - جمهورية التشيك، - ألمانيا                    |
| سيارا               | 4–12 فبراير (شباط) 2020                                   | 219 كم/س (136 ميل/س؛ 118 عقدة)       | 943 مـم.بار (27.8 inHg)    | 18                       | غير معروف                              | - أيرلندا، - المملكة المتحدة، - بلجيكا، - ألمانيا، - هولندا                |
| إنيس                | 11–14 فبراير (شباط) 2020                                  | 132 كم/س (82 ميل/س؛ 71 عقدة)         | 976 مـم.بار (28.8 inHg)    | 0                        | —                                      | فرنسا                                                                      |
| دينيس               | 12–20 فبراير (شباط) 2020                                  | 230 كم/س (140 ميل/س؛ 120 عقدة)       | 920 مـم.بار (27 inHg)      | 6 (+1)                   | غير معروف                              | - أيرلندا، - المملكة المتحدة، - بلجيكا، - هولندا، - ألمانيا                |
| جورجي               | 25 فبراير (شباط) 2020–5 مارس (أذار) 2020                  | –                                    | 952 مـم.بار (28.1 inHg)    | 0                        | –                                      | - أيرلندا، - المملكة المتحدة، - آيسلندا                                    |
| كارين               | 2–4 مارس (أذار) 2020                                      | –                                    | 984 مـم.بار (29.1 inHg)    | 0                        | –                                      | - فرنسا، - إيطاليا، - إسبانيا                                              |
| ليون                | 29 فبراير (شباط) 2020–1 مارس (أذار) 2020                  | –                                    | 990 مـم.بار (29.2 inHg)    | 0                        | –                                      | - فرنسا، - بلجيكا، - إسبانيا                                               |
| ميرام               | 29 فبراير (شباط) 2020–5 مارس (أذار) 2020                  | –                                    | 992 مـم.بار (29.3 inHg)    | 0                        | –                                      | - فرنسا، - إيطاليا، - إسبانيا، - كورسيكا، - مالطا                          |
| نوربرتو             | 3–7 مارس (أذار) 2020                                      | –                                    | 982 مـم.بار (29.0 inHg)    | 0                        | –                                      | - فرنسا، - ألمانيا                                                         |
| إلين                | 18 – 27 أغسطس (آب) 2020                                   | 143 كم/س (89 ميل/س؛ 77 عقدة)         | 966.4 مـم.بار (28.54 inHg) | 4                        | –                                      | - أيرلندا - المملكة المتحدة، - البرتغال                                    |
| فرنسيس              | 24 – 27 أغسطس (آب) 2020                                   | 160 كم/س (100 ميل/س؛ 87 عقدة)        | 979 مـم.بار (28.9 inHg)    | –                        | –                                      | - أيرلندا، - المملكة المتحدة، - هولندا                                     |
| أوديت               | 23 – 26 سبتمبر (أيلول) 2020                               | –                                    | –                          | –                        | –                                      | - المملكة المتحدة، - بلجيكا                                                |
| 22 العواصف الهوائية | 2 أكتوبر – 26 Sسبتمبر                                     | 230.0 كم/س (142.9 ميل/س؛ 124.2 عقدة) | 920 مـم.بار (27.2 inHg)    | 74 (+12)                 | 895 مليون فرنك فرنسي (1.06 مليار يورو) |                                                                            |